# Hötting (Datteln)
Hötting ist ein Stadtteil der Stadt Datteln im Kreis Recklinghausen, Nordrhein-Westfalen. Er liegt nordöstlich des Stadtkerns und gehört zu den statistischen Bezirken der Stadt.

## Geschichte
Der Name Hötting geht auf einen alten Bauernhof zurück, der östlich des Dorfes Datteln lag. Dieser Hof war einer der ältesten in der Region und wurde erst später in das Dorf integriert. Weitere Höfe, die zum Dorf gerechnet wurden, sind der Rotthof (ehemals Standort der Zimmerei und Schreinerei Stimberg & Jürgens), der Buddenhof im Südosten und der Möcklinghof im Westen. Im Süden oder Südwesten befand sich ein Adelsgut, das später ebenfalls den Namen "Hötting" trug.
Die Bauerschaft Datteln, zu der Hötting gehörte, war ursprünglich eine eigenständige Siedlung, die unabhängig vom Kirchdorf entstand. Dies wird durch eine Urkunde von 1541 belegt, die die Unterscheidung zwischen der Bauerschaft und dem später um die Kirche entstandenen Dorf Datteln zeigt.

## Siedlungsstruktur
Heute ist Hötting ein eigenständiger Stadtteil von Datteln mit einer Bevölkerung von 3.422 Einwohnern (Stand: 31. Mai 2025). Der Stadtteil besteht aus verschiedenen Siedlungsgebieten, die sich im Laufe der Zeit entwickelt haben.